# Liste der Straßennamen von Mainz-Mombach
Liste der Straßen, Gassen und Plätze in Mainz-Mombach.
Referenz ist das "Verzeichnis der Stadtteile nach Straßen" der Stadt Mainz, siehe unter Weblinks.
Enthalten sind zudem Erläuterungen zu den Namensgebungen sowie historische Bezeichnungen. Die Umbenennungen stehen häufig im Zusammenhang mit der Eingemeindung nach Mainz im Jahr 1907, es wurden so Dopplungen mit Innenstadt-Straßen aufgehoben.

## A
- Akazienweg
- Albert-Knoll-Straße, benannt nach Albert Knoll (1916–1966), einem Mombacher Handballspieler[1] (früher Gartenstraße)
- Alte Markthalle, weist auf die landwirtschaftliche Geschichte des Ortes
- Am Alten Kerbeplatz, bis Anfang der 1980er Jahre neuer Festplatz der Mombacher Kerb (der vorhergehende Festplatz war neben der Turnhalle angesiedelt)
- Am Blauel, alter Flurname, entstanden aus "bliuwel", mittelhochdeutsch für Holz zum Klopfen (Bleuel). Namengebend war wohl eine quadratische Form des Grundstücks, das damit Ähnlichkeit mit diesem Arbeitsgerät hatte.[2]
- Am Fahrengrund, alter Flurname
- Am Fatzerbrünnchen, benannt nach dem Fatzerbrunnen, an dem Bonifatius vor dem Einzug nach Mainz eine Rast eingelegt haben soll. Fatz(er) hat mehrere Bedeutungen, hier wohl abgeleitet von der Kurzform zu Bonifatius, "Faz".[3]
- Am Geifen, alter Flurname
- Am Hipperich, alter Flurname
- Am Kleinen Sand, nicht der Große Sand
- Am Lemmchen, alter Flurname, Hinweis auf lehmhaltigen Ackerboden der namensgebenden Gewann[4]
- Am Mahnes, alter Flurname (früher Manesstraße)[5]
- Am Mombacher Kreisel, verweist auf das benachbarte  Verkehrsbauwerk
- Am Müllerwald, ehemals Waldstück, das entweder zum Besitz eines Müllers oder einer Person mit dem Personennamen Müller gehörte.[6]
- Am Obstgarten, weist auf die landwirtschaftliche Geschichte des Ortes
- Am Polygon
- Am Schützenweg, der Weg zu den ehemaligen Schießständen Am Polygon
- Am Schwarzen Weg, alter Flurname
- Am Schwermer, alter Flurname
- Am Stollhenn, alter Flurname, Hinweis auf früheren Weinberg (entstanden aus "stolle", mittelhochdeutsch für Stütze, Gestell, Pfosten, größeres Stück, hervorragender Teil, Spitze)[7]
- Am Suderbrunnen, Wasserreicher Hang (zu "Suder": siehe Suderstraße)
- Am Tiergarten, alter Flurname, Hinweis auf ein herrschaftliches Wildgehege oder ein eingezäuntes Flurstück, in dem Haustiere gehalten wurden.[8]
- Am Waldfriedhof, Straße zum in den 1920er Jahren neu angelegten Waldfriedhof
- Am Wasserwerk, Straße am ehemals großherzoglichen Wasserwerk
- Am Wenzen, alter Flurname, Benennung nach einem ehemaligen Besitzer, Ableitung vom Personennamen Wenz, die Kurzform zu Werner bzw. Wenzel.[9]
- An den Dünen, Landschaftsbezogen
- An der Brunnenstube, unterhalb der Suderbrunnen, Bedeutung: ein künstlich angelegtes Sammelbecken, Brunnenhaus, Fassung einer Brunnenquelle.[10]
- An der Hasenquelle, alter Flurname
- An der Kreuzkapelle, der Platz vor der Kreuzkapelle
- An der Plantage, weist auf die landwirtschaftliche Geschichte des Ortes
- An der Schlehenhecke, alter Flurname
- An der Wieslücke, alter Flurname, Hinweis auf einen Durchlass im Felde und auf der Wiese.[11]
- Auf dem Krahl, alter Flurname
- Auf der Langen Lein, alter Flurname, von "lîne", mittelhochdeutsch für Seil, Leine, weitere Bedeutung auch Zügel, Linie, Zeile.[12] Möglicher Hinweis auf einen ehemaligen Weinberg mit langen Rebzeilen.

## B
- Backmuhlstraße, alter Flurname
- Bernhard-Winter-Straße, nach dem Stifter der Mombacher Kreuzkapelle[13]; vorher (mind. bis in die 1950er Jahre) Weinbergstraße
- Bleichgarten, die Bleiche hinter der Kirche
- Braunwiesstraße (früher Engelstraße)

## D
- De-la-Roche-Anlage, nach dem Mainzer Domherr Heinrich De-la-Roche, dem Sponsor der Nikolauskirche[14]
- Dietzestraße, benannt nach Ernst Hermann Dietze (* 1837, † nach 1899), Investor in die frühe chemische Industrie[15]
- Dr.-Falk-Weg, nach Dr. Franz Falk (1840–1909). Prälat, katholischer Pfarrer in Mainz-Mombach und Klein-Winternheim, Rheinhessen, Bistumsarchivar und Kirchenhistoriker in Mainz, Mitbegründer der Gesellschaft für mittelrheinische Kirchengeschichte[16]

## E
- Emrichruhstraße, nach dem Kurfürsten Emmerich Joseph von Breidbach zu Bürresheim, der hier ein Boskett anlegen ließ[17]
- Erzbergerstraße, nach dem ermordeten Leiter der Waffenstillstandskommission und Reichsfinanzminister Matthias Erzberger[18]

## F
- Feldherrenstraße (früher Blücherstraße)[19]
- Floßstraße, erinnert an den ehemaligen Floßhafen
- Forellenstraße, verweist auf die Fische des nahen Weihers (daher früher Fischweiherstraße)
- Franz-Vlasdeck-Anlage, benannt nach Franz Vlasdeck (1859–1933), einem Mombacher Bildhauer und Bauunternehmer[20]
- Franz-Winkeler-Straße, erinnert an Franz Winkeler (1902–1945), einen Widerstandskämpfer gegen die NS-Diktatur, der in Mombach lebte[21]

## G
- Gastellstraße, gewidmet den Gebrüdern Gastell (Waggonfabrik Gebrüder Gastell), Stifter des Gastellschen Hospiz (ehemaliges Mombacher Krankenhaus)[22]

## H
- Haferackerweg, alter Flurname ("Am Haberacker"), von "habere, haber", mittelhochdeutsch für Hafer.[23] Der Weg besteht nicht mehr[24], wird in städtischen Verzeichnissen aber weiterhin aufgelistet.
- Häfnerstraße, benannt nach Franz Xaver Hefner (1806–1850), Lehrer in Mombach 1825–1850[25] (daher früher Lehrer-Häfner-Straße)
- Hartmühlenweg, in Erinnerung an die Hartmühle
- Hattenbergstraße (teilweise), erinnert an die Hattenmühlen. Mombach und die obere Hattenmühle waren bereits im 14. Jhd. ein Mannlehen des Erzstifts Mainz[26]
- Hauptstraße, bis zur Eingemeindung nach Mainz Kaiserstraße (Mittelabschnitt zwischen Emrichruh- und Scharnhorststraße, ansonsten ehemals Mainzer und Budenheimer Straße)
- Heckerstraße, gewidmet Friedrich Hecker (1811–1881), badischer Revolutionär[27]
- Heimstraße, gewidmet Franz Heim, Mombacher Bürgermeister von 1874–1896[28] (früher "Leisberg"[29], Jörgstraße)
- Heinrich-Freber-Straße, benannt nach Heinrich Friedrich Freber (1869–1936), dem letzten Mombacher Bürgermeister (1905–1907) und ersten Ortsvorsteher (bis 1934)[30]
- Heinz-Schier-Platz, benannt nach Heinz Schier (1927–2018), Ortshistoriker und Hobby-Fastnachter (Platz vor der Ortsverwaltung, Benennung ab 4. April 2020)[31]
- Hügelgasse

## I
- Im Gewerbegebiet
- In der Anlage (früher Fabrikweg)
- In der Dalheimer Wiese, aus dem Besitz des Klosters Maria Dalheim
- In der Plies, alter Flurname
- Industriestraße, erinnert an die nach Mombach umgesiedelte Industrie

## J
- Jägergasse, erinnert an Haus und Hof des großherzoglichen Jägers
- Jägerhofstraße, s. o. (früher Untergasse ("Unnergass"), Ludwigstraße)

## K
- Käthchen-Frödert-Weg, gewidmet Katharina Frödert (1894–1995), Kindergärtnerin und evangelischen Gemeindeschwester in Mombach[32]
- Karlsstraße, nach dem ehemaligen Karlsbrunnen[33] (früher Friedhofsweg)[34]
- Kleine Bogenstraße
- Kleine Schönbergstraße, alter Flurname, von mittelhochdeutsch "schœne, schœn", Adjektiv für: schön, herrlich, glänzend, hell[35]
- Kleine Weiherstraße
- Kleiststraße, erinnert an Heinrich von Kleist[36] (früher Stationsstraße, dann  Goethestraße)[37]
- Köppelstraße, allgemeine Bezeichnung für Hügel, alter Flurname "Am Sandköppel"
- Körnerstraße, benannt nach Theodor Körner[38] (früher Bahnhofstraße, dann  Schillerstraße)[39]
- Kreuzstraße, endet an der Kreuzkapelle

## L
- Lengesstraße, erinnert an Nikolaus Lenges (1881–1959)[40], Bademeister des ehemaligen Mombacher Schwimmclubs (früher Weixelgasse)
- Liebigstraße, nach dem Chemiker Justus von Liebig[41] (früher Rheinstraße)
- Lindengasse, an ihrem Anfang stand die uralte Ortslinde, die 1862 (nach anderen Quellen 1873/75) gefällt werden musste[42]
- Loni-Simon-Weg, erinnert an Loni Simon, geb. Apollonia Heim (1898–1989), Sponsorin[43]

## M
- Maletenstraße, benannt nach der lokalen Bezeichnung für die Aprikose
- Meixlerstraße, benannt nach Franz Meixler (1822–1910), Bauunternehmer in Mombach[44]
- Mohrgasse, benannt nach dem Großgrundbesitzer Jakob Mohr (1820–1903)[45]
- Mombacher Kreisel,  Verkehrsbauwerk
- Mönchgasse

## N
- Nerobergstraße, mit Blick auf den Neroberg
- Nestlestraße, erinnert an das größte Werk für Instantkaffee Nestlé, das bis Ende 2017 in Mombach stand (mehrfache Umbenennung, früher Untere Mainzer Straße, Hafenstraße, Arndtstraße)[46]
- Nikolausstraße, gewidmet dem Kirchenpatron Nikolaus von Myra, Schutzpatron der Seefahrer

## O
- Obere Bogenstraße
- Obere Kreuzstraße, Fortsetzung der Kreuzstraße (früher Gonsenheimer Weg)[47]

## P
- Pappelstraße, erinnert an die Pappeln des Rheinufers
- Pestalozziplatz, gewidmet dem Pädagogen Johann Heinrich Pestalozzi[48]
- Pestalozzistraße, s. o. (früher Schulstraße)
- Pfarrer-Bechtolsheimer-Weg, nach dem evangelischen Diasporapfarrer und Heimatschriftsteller Heinrich Bechtolsheimer (1868–1950)[49]

## Q
- Quellwiesstraße, alter Flurname

## R
- Rheinallee (Teilstück), Hauptverkehrsstraße parallel zum Rhein

## S
- Sackgäßchen (früher Korbgäßchen)
- Sandweg, erinnert an den Großen Sand
- Sauerwiese, alte Flurbezeichnung, von "sûr, sûwer", mittelhochdeutsch für sauer, herbe, scharf, bitter. Der Name weist auf nasses, sumpfiges Wiesengelände hin, das ein geringwertiges bitteres Gras lieferte.[50]
- Scharnhorststraße, gewidmet Gerhard von Scharnhorst (früher Emmerichruh-Straße, dann Gonsenheimer Straße)[51]
- Schönbergstraße, alter Flurname, von mittelhochdeutsch "schœne, schœn", Adjektiv für: schön, herrlich, glänzend, hell[52]
- Siedlerstraße
- Strunkgasse, alter Flurname, von Mittelhochdeutsch "strunc". Strunk = Stumpf, Stummel, im Boden stehengebliebener Rest, verkrüppelter, schlechttragender, verkümmerter Baum, Weinstock oder Busch.[53]
- Suderstraße, Bezug auf Suderquelle/-brunnen (entstanden aus "sute, sutte", mittelhochdeutsch für Lache, Pfütze. Suder = Schmutzbrühe, Schlamm, Brunnen, der kein einwandfreies Wasser mehr gibt)[54]

## T
- Traubengasse, erinnert an die früher zahlreich vorhandenen Mombacher  Weinberge
- Trommlerstraße, benannt nach Heinrich Trommler, der im 19. Jahrhundert das Gelände der Walderdorfschen Anlage erwarb, Mitglied der Zweiten Kammer der Landstände des Großherzogtums Hessen[55][56][57]
- Turmstraße (früher im Anfangsbereich Sandgasse/-straße[58], im weiteren Verlauf Kirchweg/-straße)[59]
- Turnerstraße, mit der Turnhalle des Mombacher Turnverein 1861 (früher Bleichstraße)[60]

## U
- Untere Bogenstraße

## W
- Weidstraße
- Weiherstraße, mit den Eisweihern
- Westring, Ringstraße aus den 1960er Jahren
- Winkelgäßchen (früher Steingäßchen)
- Wöhlerstraße, gewidmet dem deutschen Chemiker Friedrich Wöhler (1800–1882)[61]

## Z
- Zeystraße, gewidmet Josef Zey, Mombacher maire-adjoint des Budenheimer Maire im Kanton Oberingelheim[62] und/oder Georg Zey, Mombacher Bürgermeister 1832–1845, und/oder Joseph Zey, Mombacher Bürgermeister 1852–1871[63]
- Zwerchallee (teilweise, überwiegend schon Gemarkung von Mainz-Neustadt)
- Zwerchgasse